# Pierre-Antoine Lebrun

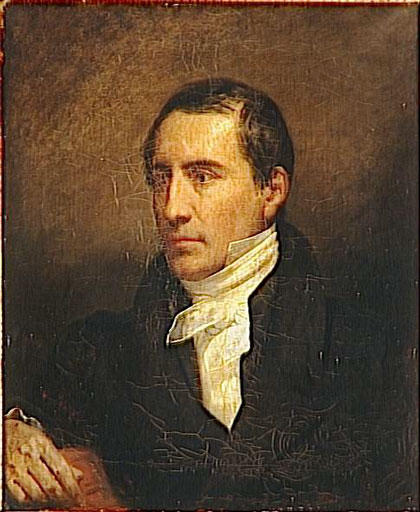
Pierre-Antoine Lebrun in einem Gemälde aus dem 2. Viertel des 19. Jahrhunderts von Ary Scheffer, derzeit im Musée de l'Histoire de France (Versailles).

Pierre-Antoine Lebrun (* 29. November 1785 in Paris; † 27. Mai 1873 ebenda) war ein französischer Dichter.

## Leben
1805 konnte Lebrun mit seinem epischen Gedicht Ode à la grande armée Napoléon Bonaparte begeistern, dass dieser ihm einen jährlichen Ehrensold (1.200 Franc) auf Lebenszeit bewilligte. Zwei Jahre später erhielt Lebrun auf Grund seiner Ode sur la campagne de 1807 eine Anstellung als Steuereintreiber.
Bedingt durch die politischen Wirren der Zeit verlor Lebrun durch die Restauration später diese Pfründe und nach der Veröffentlichung seines Gedichts Sur la mort de Napoléon wurde die Zahlung seines Ehrensoldes eingestellt. 
Begeistert und beeinflusst von den Werken Friedrich Schillers verfasste Lebrun bereits 1820 seine Marie Stuart. Von den Theaterstücken gilt diese Tragödie als eines seiner wichtigsten Stücke; eine gekonnte Mischung aus Interpretation und freier Übersetzung.
Lebrun unternahm später mehrere Reisen nach und durch Italien und Griechenland. In Marseille nahm ihn Iakovos Tombazis, der spätere erste Admiral der unabhängigen griechischen Flotte, mit nach Hydra. In seinen biographischen Schriften erinnert er sich gerne an dieses denkwürdige Erlebnis und bezeichnete Tombazis als Nauarch. Eine seiner wichtigsten Veröffentlichungen aus dieser Zeit war 1828 sein Gedicht  Voyage en Grèce. Dafür wurde er noch im selben Jahr als Unsterblicher in die Académie française aufgenommen (Fauteuil 28).
Nach Beendigung der Julirevolution 1830 wurde Lebrun mit der Leitung der königlichen Druckerei, der „Imprimerie Royale“, betraut. 1839 folgte die Ernennung zum Pair von Frankreich. 1844 wurde er zum Ehrenmitglied der Bayerischen Akademie der Wissenschaften ernannt.

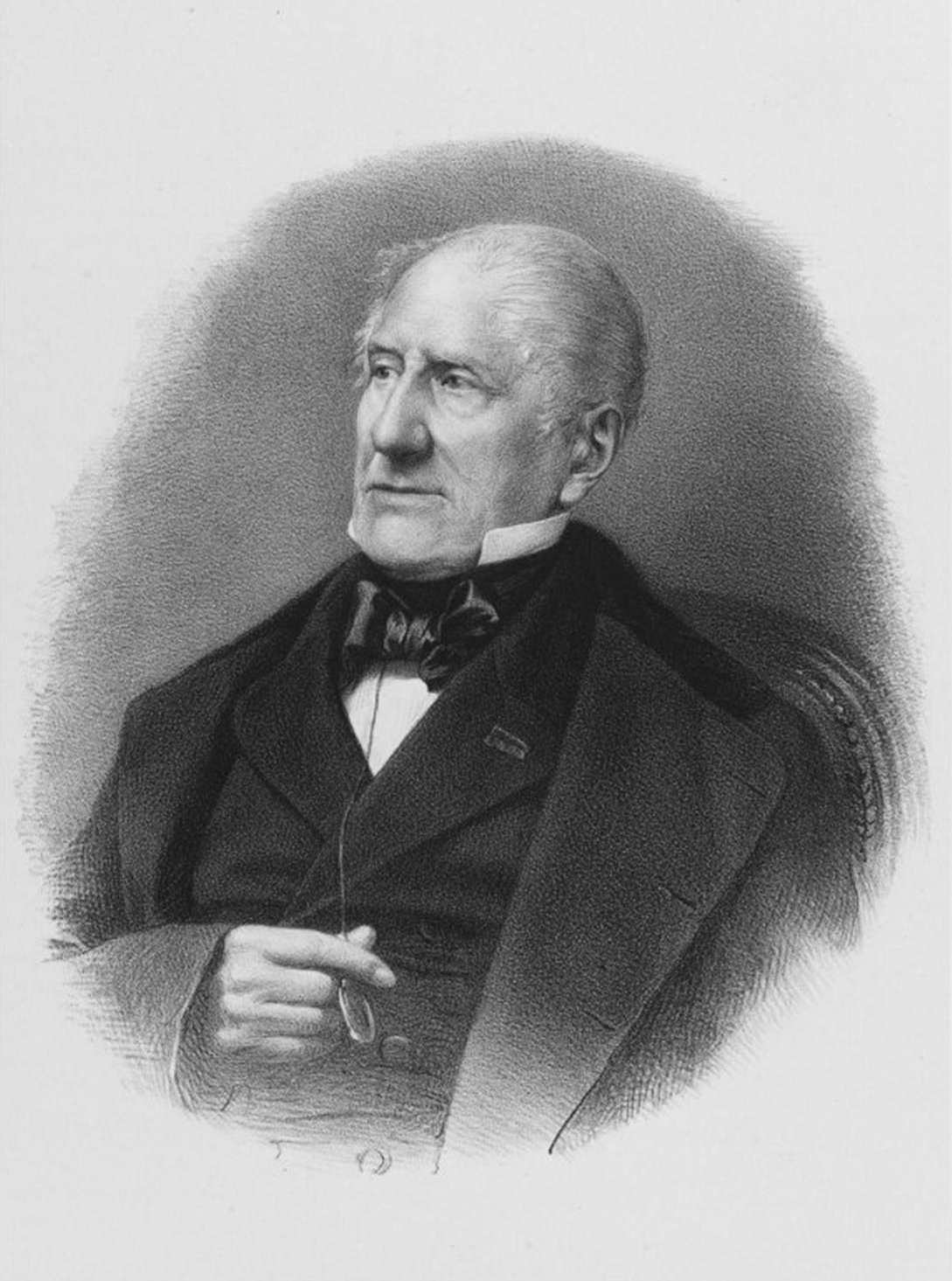
Lithographie aus den Jahren 1865–1866 eines älteren Pierre-Antoine Lebrun, geschaffen von Alfred François Lemoine.

Nach der Niederschlagung der Februarrevolution legte Lebrun alle seine Ämter nieder und zog sich ins Privatleben zurück. Der Ernennung zum Senator 1853 war mit keinerlei Pflichten verbunden und 15 Jahre später erfolgte die Ernennung zum Großoffizier der Ehrenlegion. Als solcher starb Pierre-Antoine Lebrun im Alter von 87 Jahren am 27. Mai 1873 in Paris. 
Siehe auch: Liste der Mitglieder der Académie française

## Werke (Auswahl)
- Ode à la Grande Armée (1805)
- Ode sur la campagne de 1807 (1807)
- Sur la mort de Napoléon. Poeme lyrique
- Coriolan
- Ulysse
- Pallas, fils d’Évandre (1822)
- Cid d’Andalousie (1825)
- Voyage en Grèce
- Marie Stuart (1820)